# Eleição municipal de Fortaleza em 2020
A eleição municipal da cidade de Fortaleza em 2020 ocorreu no dia 15 de novembro (primeiro turno) e 29 de novembro (segundo turno), elegendo um prefeito, um vice-prefeito e 43 vereadores responsáveis pela administração da cidade, para mandatos com início em 1° de janeiro de 2021 e término em 31 de dezembro de 2024. O prefeito titular, à época da eleição, era Roberto Cláudio, do Partido Democrático Trabalhista (PDT), que, por estar exercendo seu segundo mandato de forma consecutiva, não podia concorrer à reeleição.
Originalmente, as eleições ocorreriam em 4 de outubro (primeiro turno) e 25 de outubro (segundo turno, caso necessário), porém, com o agravamento da pandemia de COVID-19 no Brasil, as datas foram modificadas.
José Sarto Nogueira (PDT), candidato apoiado pelo então prefeito Roberto Cláudio, sagrou-se vencedor na disputa para prefeito, recebendo 35,73% dos votos válidos, em primeiro turno, e 51,69%, em segundo turno, tendo derrotado Capitão Wagner (PROS), que disputou o segundo turno pela segunda vez consecutiva.

## Contexto político e pandemia
As eleições municipais de 2020 estão sendo marcadas, antes mesmo de iniciada a campanha oficial, pela pandemia de COVID-19 no Brasil, o que está fazendo com que os partidos remodelem suas estratégias de pré-campanha. O Tribunal Superior Eleitoral (TSE) autorizou os partidos a realizarem as convenções para escolha de candidatos aos escrutínios por meio de plataformas digitais de transmissão, para evitar aglomerações que possam proliferar o coronavírus. Alguns partidos recorreram a mídias digitais para lançar suas pré-candidaturas. Além disso, a partir deste pleito, será colocada em prática a Emenda Constitucional 97/2017, que proíbe a celebração de coligações partidárias para as eleições legislativas, o que pode gerar um inchaço de candidatos ao legislativo. Conforme reportagem publicada pelo jornal Brasil de Fato em 11 de fevereiro de 2020, o país poderá ultrapassar a marca de 1 milhão de candidatos a prefeito, vice-prefeito e vereador neste escrutínio.

## Candidatos

### Deferidos
Nota: a tabela a seguir está organizada por ordem alfabética de candidatos.
| Prefeito(a)    | Prefeito(a) | Prefeito(a)   | Vice-prefeito(a)    | Vice-prefeito(a) | Vice-prefeito(a) | Coligação                                                                                     | Nº | Tempo de HPEG (Rádio e Televisão) |
| Candidato      | Partido     | Partido       | Candidato           | Partido          | Partido          | Coligação                                                                                     | Nº | Tempo de HPEG (Rádio e Televisão) |
| -------------- | ----------- | ------------- | ------------------- | ---------------- | ---------------- | --------------------------------------------------------------------------------------------- | -- | --------------------------------- |
| Anizio         |             | PCdoB         | Helena Monteiro     |                  | PCdoB            | Sem coligação                                                                                 | 65 | 18seg                             |
| Célio Studart  |             | PV            | Galba Viana         |                  | PV               | Sem coligação                                                                                 | 43 | 11seg                             |
| Heitor Férrer  |             | Solidariedade | Walter Cavalcante   |                  | MDB              | "Compromisso e Experiência Fazem a Diferença" (Solidariedade / MDB)                           | 77 | 1min12seg                         |
| Heitor Freire  |             | PSL           | Cabo Maia           |                  | PSL              | "Fortaleza Livre" (PSL / PRTB)                                                                | 17 | 1min8seg                          |
| Luizianne Lins |             | PT            | Vladyson            |                  | PT               | Sem coligação                                                                                 | 13 | 1min11seg                         |
| Paula Colares  |             | UP            | Serley Leal         |                  | UP               | Sem coligação                                                                                 | 80 | Sem tempo                         |
| Renato Roseno  |             | PSOL          | Raquel Lima         |                  | PCB              | "Organizar a Luta e a Esperança" (PSOL / PCB)                                                 | 50 | 18seg                             |
| Samuel Braga   |             | Patriota      | Roberlene Rodrigues |                  | Patriota         | Sem coligação                                                                                 | 51 | 17seg                             |
| José Sarto     |             | PDT           | Élcio               |                  | PSB              | "Fortaleza Cada Vez Melhor" (PDT / PSB / PP / PTB / PL / PSD / Cidadania / REDE / DEM / PSDB) | 12 | 4min                              |
| Capitão Wagner |             | PROS          | Kamila Cardoso      |                  | PODE             | "Uma Fortaleza de Todos" (PROS / PODE / Republicanos / PSC / DC / PMN / PMB / PTC / Avante)   | 90 | 1min30seg                         |

### Indeferido
O Demonstrativo de Regularidade dos Atos Partidários – DRAP do diretório municipal do PCO foi indeferido, de modo que a candidatura de José Loureto foi rejeitada pela Justiça Eleitoral. Foi apresentado recurso da decisão, de modo que seu nome foi incluído na urna eletrônica, mas, em razão do indeferimento do recurso, os votos recebidos foram computados como nulos.
| Prefeito(a)  | Prefeito(a) | Prefeito(a) | Vice-prefeito(a) | Vice-prefeito(a) | Vice-prefeito(a) | Coligação     | Nº | Tempo de HPEG (Rádio e Televisão) |
| Candidato    | Partido     | Partido     | Candidato        | Partido          | Partido          | Coligação     | Nº | Tempo de HPEG (Rádio e Televisão) |
| ------------ | ----------- | ----------- | ---------------- | ---------------- | ---------------- | ------------- | -- | --------------------------------- |
| José Loureto |             | PCO         | Thais Helena     |                  | PCO              | Sem coligação | 29 | Sem tempo                         |

## Resultado

### Prefeito
| Candidato(a)             | Vice                           | 1º turno 15 de novembro de 2020 | 1º turno 15 de novembro de 2020 | 2º turno 29 de novembro de 2020 | 2º turno 29 de novembro de 2020 |
| Candidato(a)             | Vice                           | Total                           | Percentagem                     | Total                           | Percentagem                     |
| ------------------------ | ------------------------------ | ------------------------------- | ------------------------------- | ------------------------------- | ------------------------------- |
| José Sarto (PDT)         | Élcio Batista (PSB)            | 457.622                         | 35,73%                          | 668.652                         | 51,69%                          |
| Capitão Wagner (PROS)    | Kamila Cardoso (PODE)          | 426.803                         | 33,32%                          | 624.892                         | 48,31%                          |
| Luizianne Lins (PT)      | Vladyson Viana (PT)            | 227.470                         | 17,76%                          | Não participaram                | Não participaram                |
| Heitor Férrer (SD)       | Walter Cavalcante (MDB)        | 63.199                          | 4,93%                           | Não participaram                | Não participaram                |
| Célio Studart (PV)       | Galba Viana (PV)               | 45.369                          | 3,54%                           | Não participaram                | Não participaram                |
| Renato Roseno (PSOL)     | Raquel Lima (PCB)              | 34.346                          | 2,68%                           | Não participaram                | Não participaram                |
| Heitor Freire (PSL)      | Cabo Maia (PSL)                | 21.210                          | 1,66%                           | Não participaram                | Não participaram                |
| Anizio Melo (PCdoB)      | Helena Monteiro (PCdoB)        | 2.264                           | 0,18%                           | Não participaram                | Não participaram                |
| Samuel Braga (Patriota)  | Roberlene Rodrigues (Patriota) | 1.749                           | 0,14%                           | Não participaram                | Não participaram                |
| Paula Colares (UP)       | Serley Leal (UP)               | 893                             | 0,07%                           | Não participaram                | Não participaram                |
| José Loureto (PCO)       | Thais Helena (PCO)             | 0                               | 0%                              | Não participaram                | Não participaram                |
| → Total de votos válidos | → Total de votos válidos       | 1.280.925                       | 89,98%                          | 1.293.544                       | 91,97%                          |
| → Votos em Branco        | → Votos em Branco              | 50.234                          | 3,53%                           | 35.081                          | 2,50%                           |
| → Votos Nulos            | → Votos Nulos                  | 92.295                          | 6,48%                           | 77.798                          | 5,53%                           |
| → Votos Anulados         | → Votos Anulados               | 154                             | 0,01%                           | 0                               | 0%                              |
| Total                    | Total                          | 1.423.608                       | 78,16%                          | 1.406.423                       | 77,22%                          |
| Abstenções               | Abstenções                     | 397.774                         | 21,84%                          | 414.959                         | 22,78%                          |
| Total de inscritos       | Total de inscritos             | 1.821.382                       | 100%                            | 1.821.382                       | 100%                            |

| Partido | Partido       | Candidato | Votos     | Votos (%) |
| ------- | ------------- | --------- | --------- | --------- |
|         | PDT           | Sarto     | 457 622   | 35,73%    |
|         | PROS          | Wagner    | 426 803   | 33,32%    |
|         | PT            | Luizianne | 227 470   | 17,76%    |
|         | Solidariedade | Férrer    | 63 199    | 4,93%     |
|         | PV            | Studart   | 45 369    | 3,54%     |
|         | PSOL          | Roseno    | 34 346    | 2,68%     |
|         | PSL           | Freire    | 21 210    | 1,66%     |
|         | PCdoB         | Anizio    | 2 264     | 0,18%     |
|         | Patriota      | Braga     | 1 749     | 0,14%     |
|         | UP            | Paula     | 893       | 0,07%     |
|         | PCO           | Loureto   | 0         | 0%        |
| Totais  | Totais        | Totais    | 1 280 925 |           |

| Partido | Partido | Candidato | Votos     | Votos (%) |
| ------- | ------- | --------- | --------- | --------- |
|         | PDT     | Sarto     | 668 652   | 51,69%    |
|         | PROS    | Wagner    | 624 892   | 48,31%    |
| Totais  | Totais  | Totais    | 1 293 544 |           |

### Vereador
O Quociente Eleitoral para esta eleição foi de 29.734 votos.

#### Resultado por Partido
| Partido            | Votos Nominais | Votos em Legenda | Votação Total | Porcentagem | Vagas                | Vagas | Vagas |
| Partido            | Votos Nominais | Votos em Legenda | Votação Total | Porcentagem | Quociente Partidário | Média | Total |
| ------------------ | -------------- | ---------------- | ------------- | ----------- | -------------------- | ----- | ----- |
| AVANTE             | 15.002         | 326              | 15.328        | 1,20%       | 0                    | 0     | 0     |
| CIDADANIA          | 67.682         | 1.037            | 68.719        | 5,37%       | 2                    | 1     | 3     |
| DEM                | 35.764         | 622              | 36.386        | 2,85%       | 1                    | 0     | 1     |
| MDB                | 11.238         | 742              | 11.980        | 0,94%       | 0                    | 0     | 0     |
| NOVO               | 12.794         | 860              | 13.654        | 1,07%       | 0                    | 0     | 0     |
| PATRIOTA           | 16.727         | 333              | 17.060        | 1,33%       | 0                    | 0     | 0     |
| PCdoB              | 17.102         | 404              | 17.506        | 1,37%       | 0                    | 0     | 0     |
| PDT                | 215.549        | 22.966           | 238.515       | 18,66%      | 8                    | 2     | 10    |
| PL                 | 56.869         | 1.115            | 57.984        | 4,54%       | 1                    | 1     | 2     |
| PMB                | 46.538         | 633              | 47.171        | 3,69%       | 1                    | 1     | 2     |
| PMN                | 12.510         | 407              | 12.917        | 1,01%       | 0                    | 0     | 0     |
| PODE               | 27.849         | 693              | 28.542        | 2,23%       | 0                    | 1     | 1     |
| PP                 | 44.954         | 1.666            | 46.620        | 3,65%       | 1                    | 1     | 2     |
| PROS               | 107.869        | 13.409           | 121.278       | 9,49%       | 4                    | 1     | 5     |
| PSB                | 74.309         | 1.005            | 75.314        | 5,89%       | 2                    | 1     | 3     |
| PSC                | 49.121         | 718              | 49.839        | 3,90%       | 1                    | 1     | 2     |
| PSD                | 53.359         | 828              | 54.187        | 4,24%       | 1                    | 1     | 2     |
| PSDB               | 27.862         | 1.002            | 28.864        | 2,26%       | 0                    | 1     | 1     |
| PSL                | 30.741         | 1.784            | 32.525        | 2,54%       | 1                    | 0     | 1     |
| PSOL               | 46.606         | 3.588            | 50.194        | 3,93%       | 1                    | 1     | 2     |
| PSTU               | 345            | 174              | 519           | 0,04%       | 0                    | 0     | 0     |
| PT                 | 56.205         | 15.462           | 71.667        | 5,61%       | 2                    | 1     | 3     |
| PTB                | 25.306         | 532              | 25.838        | 2,02%       | 0                    | 0     | 0     |
| PTC                | 21.593         | 313              | 21.906        | 1,71%       | 0                    | 0     | 0     |
| PV                 | 18.555         | 1.354            | 19.909        | 1,56%       | 0                    | 0     | 0     |
| REDE               | 42.672         | 590              | 43.262        | 3,38%       | 1                    | 0     | 1     |
| REPUBLICANOS       | 58.346         | 1.016            | 59.362        | 4,64%       | 1                    | 1     | 2     |
| SOLIDARIEDADE      | 8.216          | 2.455            | 10.671        | 0,83%       | 0                    | 0     | 0     |
| UP                 | 682            | 146              | 828           | 0,06%       | 0                    | 0     | 0     |
| Total              | 1.202.365      | 76.180           | 1.278.545     | 89,81%      | 28                   | 15    | 43    |
| Votos em Branco    | 65.491         | 65.491           | 65.491        | 4,60%       |                      |       |       |
| Votos Nulos        | 74.699         | 74.699           | 74.699        | 5,25%       |                      |       |       |
| Votos Anulados     | 4.873          | 4.873            | 4.873         | 0,34%       |                      |       |       |
| Total              | 1.423.608      | 1.423.608        | 1.423.608     | 78,16%      |                      |       |       |
| Abstenções         | 397.774        | 397.774          | 397.774       | 21,84%      |                      |       |       |
| Total de inscritos | 1.821.382      | 1.821.382        | 1.821.382     | 100%        |                      |       |       |

| Partido | Partido       | Votos     | Votos (%) |
| ------- | ------------- | --------- | --------- |
|         | PDT           | 238 515   | 18,66%    |
|         | PROS          | 121 278   | 9,49%     |
|         | PSB           | 75 314    | 5,89%     |
|         | PT            | 71 667    | 5,61%     |
|         | CIDADANIA     | 68 719    | 5,37%     |
|         | REPUBLICANOS  | 59 362    | 4,64%     |
|         | PL            | 57 984    | 4,54%     |
|         | PSD           | 54 187    | 4,24%     |
|         | PSOL          | 50 194    | 3,93%     |
|         | PSC           | 49 839    | 3,9%      |
|         | PMB           | 47 171    | 3,69%     |
|         | PP            | 46 620    | 3,65%     |
|         | REDE          | 43 262    | 3,38%     |
|         | DEM           | 36 386    | 2,85%     |
|         | PSL           | 32 525    | 2,54%     |
|         | PSDB          | 28 864    | 2,26%     |
|         | PODE          | 28 542    | 2,23%     |
|         | PTB           | 25 838    | 2,02%     |
|         | PTC           | 21 906    | 1,71%     |
|         | PV            | 19 909    | 1,56%     |
|         | PCdoB         | 17 506    | 1,37%     |
|         | PATRIOTA      | 17 060    | 1,33%     |
|         | AVANTE        | 15 328    | 1,2%      |
|         | NOVO          | 13 654    | 1,07%     |
|         | PMN           | 12 917    | 1,01%     |
|         | MDB           | 11 980    | 0,94%     |
|         | SOLIDARIEDADE | 10 671    | 0,83%     |
|         | UP            | 828       | 0,06%     |
|         | PSTU          | 519       | 0,04%     |
| Totais  | Totais        | 1 278 545 |           |

#### Vereadores eleitos
| Candidato(a)                   | Partido      | Votação |
| ------------------------------ | ------------ | ------- |
| Ronaldo Martins                | REPUBLICANOS | 31.840  |
| Lucio Bruno                    | PDT          | 23.936  |
| Julio Brizzi                   | PDT          | 16.424  |
| Antônio Henrique               | PDT          | 15.480  |
| Priscila Costa                 | PSC          | 14.654  |
| Adail Jr.                      | PDT          | 14.005  |
| Gardel Rolim                   | PDT          | 11.552  |
| Emanuel Acrizio                | PP           | 11.371  |
| Paulo Martins                  | PDT          | 10.591  |
| Enfermeira Ana Paula           | PDT          | 10.097  |
| Gabriel Aguiar                 | PSOL         | 9.888   |
| Dr Luciano Girão               | PP           | 9.857   |
| Adriana do Nossa Cara          | PSOL         | 9.824   |
| Dr. Elpidio                    | PDT          | 9.564   |
| Renan Colares                  | PDT          | 9.523   |
| Leo Couto                      | PSB          | 9.426   |
| Raimundo Filho                 | PDT          | 8.755   |
| Cláudia Gomes                  | DEM          | 8.625   |
| Larissa Gaspar                 | PT           | 8.555   |
| Carmelo Neto                   | REPUBLICANOS | 8.527   |
| Jorge Pinheiro                 | PSDB         | 8.319   |
| Ppcell                         | PSD          | 7.330   |
| Inspetor Alberto               | PROS         | 7.301   |
| Julierme Sena                  | PROS         | 7.145   |
| Márcio Martins                 | PROS         | 6.944   |
| Fábio Rubens                   | PSB          | 6.819   |
| José Freire                    | PSD          | 6.277   |
| Bruno Mesquita                 | PROS         | 6.099   |
| Michel Lins                    | CIDADANIA    | 5.936   |
| Ana do Aracapé                 | PL           | 5.922   |
| Guilherme                      | PT           | 5.816   |
| Tia Francisca                  | PL           | 5.793   |
| Eudes Bringel                  | PSB          | 5.780   |
| Marcelo Lemos                  | PSL          | 5.381   |
| Sargento Reginauro             | PROS         | 5.242   |
| Ronivaldo                      | PT           | 4.981   |
| Estrela Barros                 | REDE         | 4.928   |
| Wellington Sabóia              | PMB          | 4.915   |
| Cônsul do Povo Erivaldo Xavier | PSC          | 4.028   |
| Professor Enilson              | CIDADANIA    | 3.788   |
| Danilo Lopes                   | PODE         | 3.782   |
| Kátia Rodrigues                | CIDADANIA    | 3.711   |
| Germano Heman                  | PMB          | 3.157   |

## Pesquisas eleitorais

### Oficiais
As pesquisas oficiais registradas podem ser encontradas no sistema PesqEle Público, do Tribunal Superior Eleitoral. O somatório pode ser diferente de 100% em razão de arredondamentos. As pesquisas buscam analisar como seria o resultado da eleição se ela ocorresse no dia em que os dados foram coletados, não tendo como objetivo prever o resultado final da eleição.

#### Primeiro Turno
| Período da pesquisa | Amostragem | Registro      | Instituto          | Margem de Erro | Tipo de Voto  | Candidato        | Candidato             | Candidato           | Candidato          | Candidato          | Candidato            | Candidato           | Candidato      | Candidato            | Candidato          | Candidato          | Candidato       | Candidato                 | Candidato |
| Período da pesquisa | Amostragem | Registro      | Instituto          | Margem de Erro | Tipo de Voto  | José Sarto (PDT) | Capitão Wagner (PROS) | Luizianne Lins (PT) | Heitor Férrer (SD) | Célio Studart (PV) | Renato Roseno (PSOL) | Heitor Freire (PSL) | Anizio (PCdoB) | Samuel Braga (PATRI) | Paula Colares (UP) | José Loureto (PCO) | Brancos e Nulos | Não sabem/não responderam |           |
| ------------------- | ---------- | ------------- | ------------------ | -------------- | ------------- | ---------------- | --------------------- | ------------------- | ------------------ | ------------------ | -------------------- | ------------------- | -------------- | -------------------- | ------------------ | ------------------ | --------------- | ------------------------- | --------- |
| 15/11               | 2.800      | CE-06111/2020 | Opnus              | Não divulgado  | Não divulgado | Não divulgado    | Não divulgado         | Não divulgado       | Não divulgado      | Não divulgado      | Não divulgado        | Não divulgado       | Não divulgado  | Não divulgado        | Não divulgado      | Não divulgado      | Não divulgado   | Não divulgado             |           |
| 9 a 13/11           | 650        | CE-09747/2020 | Nervera            | Não divulgado  | Não divulgado | Não divulgado    | Não divulgado         | Não divulgado       | Não divulgado      | Não divulgado      | Não divulgado        | Não divulgado       | Não divulgado  | Não divulgado        | Não divulgado      | Não divulgado      | Não divulgado   | Não divulgado             |           |
| 13 a 14/11          | 1.460      | CE-00463/2020 | Datafolha          | ±3%            | Absolutos     | 29%              | 28%                   | 17%                 | 7%                 | 3%                 | 3%                   | 1%                  | 0%             | 0%                   | 1%                 | 0%                 | 6%              | 4%                        |           |
| 13 a 14/11          | 1.460      | CE-00463/2020 | Datafolha          | ±3%            | Válidos       | 33%              | 31%                   | 19%                 | 8%                 | 3%                 | 3%                   | 1%                  | 0%             | 0%                   | 1%                 | 0%                 | N/A             | N/A                       |           |
| 8 a 14/11           | 805        | CE-07648/2020 | Ibope              | ±3%            | Absolutos     | 29%              | 27%                   | 18%                 | 5%                 | 3%                 | 3%                   | 3%                  | 0%             | 0%                   | 0%                 | 1%                 | 8%              | 2%                        |           |
| 8 a 14/11           | 805        | CE-07648/2020 | Ibope              | ±3%            | Válidos       | 33%              | 30%                   | 20%                 | 6%                 | 3%                 | 3%                   | 3%                  | 0%             | 0%                   | 0%                 | 1%                 | N/A             | N/A                       |           |
| 11 a 12/11          | 1.050      | CE-08192/2020 | Real Time Big Data | ±3%            | Absolutos     | 30%              | 29%                   | 18%                 | 6%                 | 2%                 | 3%                   | 2%                  | 1%             | 0%                   | 0%                 | 0%                 | 5%              | 4%                        |           |
| 11 a 12/11          | 1.050      | CE-08192/2020 | Real Time Big Data | ±3%            | Válidos       | 33%              | 32%                   | 20%                 | 7%                 | 2%                 | 3%                   | 2%                  | 1%             | 0%                   | 0%                 | 0%                 | N/A             | N/A                       |           |
| 8 a 11/11           | 800        | CE-01587/2020 | Paraná Pesquisas   | ±3,5%          | Absolutos     | 26,0%            | 30,1%                 | 16,5%               | 4,6%               | 3,5%               | 2,8%                 | 1,9%                | 0,5%           | 0,3%                 | 0,3%               | 0,1%               | 7,1%            | 6,4%                      |           |
| 8 a 11/11           | 800        | CE-01587/2020 | Paraná Pesquisas   | ±3,5%          | Válidos       | 30,0%            | 34,8%                 | 19,1%               | 5,3%               | 4,0%               | 3,2%                 | 2,2%                | 0,6%           | 0,3%                 | 0,3%               | 0,1%               | N/A             | N/A                       |           |
| 9 a 10/11           | 1.036      | CE-00572/2020 | Datafolha          | ±3%            | Absolutos     | 27%              | 30%                   | 15%                 | 6%                 | 4%                 | 3%                   | 2%                  | 0%             | 0%                   | 0%                 | 0%                 | 6%              | 5%                        |           |
| 9 a 10/11           | 1.036      | CE-00572/2020 | Datafolha          | ±3%            | Válidos       | 31%              | 34%                   | 17%                 | 7%                 | 5%                 | 3%                   | 2%                  | 0%             | 0%                   | 0%                 | 0%                 | N/A             | N/A                       |           |
| 2 a 4/11            | 1.050      | CE-05989/2020 | Real Time Big Data | ±3%            | Absolutos     | 29%              | 28%                   | 22%                 | 3%                 | 2%                 | 3%                   | 2%                  | 1%             | 0%                   | 0%                 | 0%                 | 5%              | 5%                        |           |
| 2 a 4/11            | 1.050      | CE-05989/2020 | Real Time Big Data | ±3%            | Válidos       | 32%              | 31%                   | 24%                 | 3%                 | 2%                 | 3%                   | 2%                  | 1%             | 0%                   | 0%                 | 0%                 | N/A             | N/A                       |           |
| 4 a 5/11            | 868        | CE-05742/2020 | Datafolha          | ±3%            | Absolutos     | 26%              | 29%                   | 18%                 | 6%                 | 4%                 | 3%                   | 2%                  | 0%             | 0%                   | 1%                 | 0%                 | 8%              | 3%                        |           |
| 4 a 5/11            | 868        | CE-05742/2020 | Datafolha          | ±3%            | Válidos       | 29%              | 33%                   | 20%                 | 7%                 | 4%                 | 3%                   | 2%                  | 0%             | 0%                   | 1%                 | 0%                 | N/A             | N/A                       |           |
| 28/10 a 3/11        | 805        | CE-08692/2020 | Ibope              | ±3%            | Absolutos     | 29%              | 27%                   | 24%                 | 4%                 | 2%                 | 2%                   | 2%                  | 0%             | 0%                   | 0%                 | 0%                 | 6%              | 3%                        |           |
| 28/10 a 3/11        | 805        | CE-08692/2020 | Ibope              | ±3%            | Válidos       | 32%              | 30%                   | 27%                 | 4%                 | 2%                 | 2%                   | 2%                  | 0%             | 0%                   | 0%                 | 0%                 | N/A             | N/A                       |           |
| 26 a 28/10          | 850        | CE-02424/2020 | Real Time Big Data | Não divulgado  | Não divulgado | Não divulgado    | Não divulgado         | Não divulgado       | Não divulgado      | Não divulgado      | Não divulgado        | Não divulgado       | Não divulgado  | Não divulgado        | Não divulgado      | Não divulgado      | Não divulgado   | Não divulgado             |           |
| 26 a 27/10          | 868        | CE-07074/2020 | Datafolha          | ±3%            | Absolutos     | 22%              | 31%                   | 19%                 | 5%                 | 3%                 | 4%                   | 2%                  | 0%             | 0%                   | 0%                 | 1%                 | 9%              | 3%                        |           |
| 26 a 27/10          | 868        | CE-07074/2020 | Datafolha          | ±3%            | Válidos       | 25%              | 36%                   | 22%                 | 6%                 | 3%                 | 5%                   | 2%                  | 0%             | 0%                   | 0%                 | 1%                 | N/A             | N/A                       |           |
| 23 a 27/10          | 800        | CE-08207/2020 | Paraná Pesquisas   | ±3,5%          | Absolutos     | 17,3%            | 31,5%                 | 16,9%               | 6,6%               | 3,3%               | 4,1%                 | 1,5%                | 0,5%           | 0,5%                 | 0,1%               | 0,3%               | 11,9%           | 5,6%                      |           |
| 23 a 27/10          | 800        | CE-08207/2020 | Paraná Pesquisas   | ±3,5%          | Válidos       | 20,9%            | 38,1%                 | 20,5%               | 8,0%               | 4,0%               | 5,0%                 | 1,8%                | 0,6%           | 0,6%                 | 0,1%               | 0,4%               | N/A             | N/A                       |           |
| 14 a 17/10          | 1.050      | CE-05615/2020 | Real Time Big Data | ±3%            | Absolutos     | 18%              | 31%                   | 21%                 | 4%                 | 2%                 | 4%                   | 1%                  | 1%             | 1%                   | 0%                 | 1%                 | 12%             | 5%                        |           |
| 14 a 17/10          | 1.050      | CE-05615/2020 | Real Time Big Data | ±3%            | Válidos       | 21%              | 37%                   | 25%                 | 5%                 | 2%                 | 5%                   | 1%                  | 1%             | 1%                   | 0%                 | 1%                 | N/A             | N/A                       |           |
| 14 a 16/10          | 812        | CE-09449/2020 | Datafolha          | ±3%            | Absolutos     | 15%              | 33%                   | 24%                 | 5%                 | 4%                 | 4%                   | 0%                  | 0%             | 0%                   | 0%                 | 0%                 | 10%             | 4%                        |           |
| 14 a 16/10          | 812        | CE-09449/2020 | Datafolha          | ±3%            | Válidos       | 18%              | 39%                   | 28%                 | 6%                 | 5%                 | 5%                   | 0%                  | 0%             | 0%                   | 0%                 | 0%                 | N/A             | N/A                       |           |
| 13 a 15/10          | 1.200      | CE-06379/2020 | Brasil Pesquisas   | ±5%            | Absolutos     | 17,23%           | 30,00%                | 25,00%              | 3,10%              | 5,00%              | 2,81%                | 3,30%               | 0,36%          | 1,20%                | 0%                 | 0%                 | 3,00%           | 9,00%                     |           |
| 13 a 15/10          | 1.200      | CE-06379/2020 | Brasil Pesquisas   | ±5%            | Válidos       | 19,58%           | 34,09%                | 28,41%              | 3,52%              | 5,68%              | 3,19%                | 3,75%               | 0,41%          | 1,36%                | 0%                 | 0%                 | N/A             | N/A                       |           |
| 8 a 14/10           | 602        | CE-05307/2020 | Ibope              | ±4%            | Absolutos     | 16%              | 28%                   | 23%                 | 6%                 | 4%                 | 3%                   | 1%                  | 0%             | 0%                   | 0%                 | 0%                 | 12%             | 7%                        |           |
| 8 a 14/10           | 602        | CE-05307/2020 | Ibope              | ±4%            | Válidos       | 20%              | 35%                   | 28%                 | 7%                 | 5%                 | 4%                   | 1%                  | 0%             | 0%                   | 0%                 | 0%                 | N/A             | N/A                       |           |
| 9 a 11/10           | 740        | CE-07388/2020 | Paraná Pesquisas   | ±3,5%          | Absolutos     | 10,1%            | 35,0%                 | 14,9%               | 7,3%               | 4,5%               | 4,7%                 | 2,2%                | 0,5%           | 0,5%                 | 0,4%               | 0,3%               | 13,9%           | 5,7%                      |           |
| 9 a 11/10           | 740        | CE-07388/2020 | Paraná Pesquisas   | ±3,5%          | Válidos       | 12,6%            | 43,5%                 | 18,5%               | 9,1%               | 5,6%               | 5,9%                 | 2,7%                | 0,6%           | 0,6%                 | 0,5%               | 0,4%               | N/A             | N/A                       |           |
| 19 a 23/09          | 1.200      | CE-00921/2020 | Zaytec Brasil      | ±2,8%          | Absolutos     | 5,1%             | 35,1%                 | 23,2%               | 7,1%               | 2,7%               | 3,5%                 | 0,5%                | 0,7%           | 0,4%                 | 0,2%               | N/C                | 13,4%           | 8,1%                      |           |
| 19 a 23/09          | 1.200      | CE-00921/2020 | Zaytec Brasil      | ±2,8%          | Válidos       | 6,5%             | 44,7%                 | 29,6%               | 9,0%               | 3,4%               | 4,5%                 | 0,6%                | 0,9%           | 0,5%                 | 0,3%               | N/C                | N/A             | N/A                       |           |

#### Segundo Turno
| Período da pesquisa | Amostragem | Registro      | Instituto          | Margem de Erro | Tipo de Voto  | Candidato        | Candidato             | Candidato       | Candidato                 |
| Período da pesquisa | Amostragem | Registro      | Instituto          | Margem de Erro | Tipo de Voto  | José Sarto (PDT) | Capitão Wagner (PROS) | Brancos e Nulos | Não sabem/não responderam |
| ------------------- | ---------- | ------------- | ------------------ | -------------- | ------------- | ---------------- | --------------------- | --------------- | ------------------------- |
| 22 a 28/11          | 805        | CE-06026/2020 | Ibope              | ±3%            | Absolutos     | 54%              | 35%                   | 7%              | 4%                        |
| 22 a 28/11          | 805        | CE-06026/2020 | Ibope              | ±3%            | Válidos       | 61%              | 39%                   | N/A             | N/A                       |
| 20 a 25/11          | 750        | CE-03518/2020 | Nervera            | Não divulgado  | Não divulgado | Não divulgado    | Não divulgado         | Não divulgado   | Não divulgado             |
| 27 a 28/11          | 1.460      | CE-00015/2020 | Datafolha          | ±3%            | Absolutos     | 49%              | 36%                   | 9%              | 6%                        |
| 27 a 28/11          | 1.460      | CE-00015/2020 | Datafolha          | ±3%            | Válidos       | 58%              | 42%                   | N/A             | N/A                       |
| 23 a 25/11          | 800        | CE-08208/2020 | Paraná Pesquisas   | Não divulgado  | Não divulgado | Não divulgado    | Não divulgado         | Não divulgado   | Não divulgado             |
| 22 a 25/11          | 850        | CE-03876/2020 | Real Time Big Data | ±3%            | Absolutos     | 55%              | 34%                   | 8%              | 3%                        |
| 22 a 25/11          | 850        | CE-03876/2020 | Real Time Big Data | ±3%            | Válidos       | 62%              | 38%                   | N/A             | N/A                       |
| 17 a 23/11          | 805        | CE-07611/2020 | Ibope              | ±3%            | Absolutos     | 53%              | 35%                   | 9%              | 4%                        |
| 17 a 23/11          | 805        | CE-07611/2020 | Ibope              | ±3%            | Válidos       | 61%              | 40%                   | N/A             | N/A                       |
| 18 a 19/11          | 868        | CE-05483/2020 | Datafolha          | ±3%            | Absolutos     | 50%              | 36%                   | 10%             | 4%                        |
| 18 a 19/11          | 868        | CE-05483/2020 | Datafolha          | ±3%            | Válidos       | 58%              | 42%                   | N/A             | N/A                       |

### Pré-candidaturas
| Período da pesquisa | Amostragem | Instituto        | Candidato             | Candidato           | Candidato          | Candidato            | Candidato           | Candidato              | Candidato        | Candidato           | Candidato         | Candidato              | Candidato       | Candidato                 |
| ------------------- | ---------- | ---------------- | --------------------- | ------------------- | ------------------ | -------------------- | ------------------- | ---------------------- | ---------------- | ------------------- | ----------------- | ---------------------- | --------------- | ------------------------- |
| 14 a 17/12/19       | 804        | Paraná Pesquisas | Capitão Wagner (PROS) | Luizianne Lins (PT) | Heitor Férrer (SD) | Renato Roseno (PSOL) | Carlos Matos (PSDB) | Geraldo Luciano (NOVO) | José Sarto (PDT) | Heitor Freire (PSL) | Samuel Dias (PDT) | Guilherme Sampaio (PT) | Brancos e Nulos | Não sabem/não responderam |
| 14 a 17/12/19       | 804        | Paraná Pesquisas | 42,4%                 | 14,8%               | 14,1%              | 6%                   | 2%                  | 1,7%                   | –                | 1,1%                | 0,6%              | –                      | 11,9%           | 5,3%                      |
| 14 a 17/12/19       | 804        | Paraná Pesquisas | 45,8%                 | –                   | 16,4%              | 7,5%                 | 2,4%                | 2%                     | 1,9%             | 1,5%                | –                 | 1,2%                   | 15,2%           | 6,2%                      |

## Debates

### Primeiro turno
| Data            | Organizador(es) | Anizio (PCdoB) | Capitão Wagner (PROS) | Célio Studart (PV) | Heitor Férrer (SD) | Heitor Freire (PSL) | Luizianne Lins (PT) | Renato Roseno (Psol) | Samuel Braga (Patriota) | José Sarto (PDT) | Loureto (PCO) | Paula Colares (UP) |
| --------------- | --------------- | -------------- | --------------------- | ------------------ | ------------------ | ------------------- | ------------------- | -------------------- | ----------------------- | ---------------- | ------------- | ------------------ |
| 1.º de novembro | TV Otimista     | Presente       | Presente              | Presente           | Presente           | Presente            | Presente            | Presente             | Presente                | Presente         | Não convidado | Não convidada      |
| 7 de novembro   | TV Cidade       | Presente       | Presente              | Presente           | Presente           | Presente            | Presente            | Presente             | Presente                | Presente         | Não convidado | Não convidada      |

### Segundo turno
| Data           | Organizador(es)                                                     | Horário  | Mediação        | José Sarto (PDT) | Capitão Wagner (PROS) |
| -------------- | ------------------------------------------------------------------- | -------- | --------------- | ---------------- | --------------------- |
| 23 de novembro | Grupo de Comunicação O Povo - Canal FDR, O Povo CBN e O Povo Online | 18h00min | Marcos Tardin   | Ausente          | Presente              |
| 24 de novembro | TV Jangadeiro e Jangadeiro BandNews FM                              | 11h40min | Wanderley Filho | Presente         | Presente              |
| 27 de novembro | TV Verdes Mares, G1 e Verdinha AM                                   | 22h30min | Luiz Esteves    | Presente         | Presente              |